# 中間方蚌
中間方蚌（学名：Theliderma intermedia），又名坎伯蘭猴面真珠蚌，是美國特有的一種淡水蚌，原生於美國的田納西州及維珍尼亞州的鴨河和鮑威爾河流域 。牠們棲息在河流，但受到失去棲息地的威脅。本物種舊屬方蚌屬，現今歸屬於Theliderma屬。
其种加词“intermedia”意为“中间的”。

## 型態描述
本物種是黃綠色或綠黃色的。其壽命可以長達35歲年。如同其他蚌類，本物種的幼蟲會附在兩種裸盖鱼属物種的鰓裡發育（Erymystax dissimilis跟Erymystax insignis）。
這種貝類在田納西州的麋鹿河已經消失，但在鮑威爾河還有相當數量，至於在鴨河的數目應該可以繼續存活。